# Симагина, Вера Александровна
Вера Александровна Симагина — советский хозяйственный, государственный и политический деятель, доктор медицинских наук, профессор.

## Биография
Родилась в 1901 году. Член КПСС.
Выпускница Московского государственного университета. С 1923 года — на хозяйственной, общественной и политической работе. В 1923—1971 гг. — ординатор, врач в клинике выдающегося терапевта М. П. Кончаловского, ассистент, доцент Астраханского медицинского института, доцент Саратовского медицинского института, заведующая кафедрой диагностики, частной патологии и терапии, заведующая кафедрой факультетской терапии, научный консультант кафедры Чкаловского/Оренбургского медицинского института.
Избиралась депутатом Верховного Совета РСФСР 6-го созыва.
Умерла после 1971 года.

## Сочинения
- Симагина, Вера Александровна. Бруцеллез и борьба с ним [Текст] / Проф. В. А. Симагина. — [Чкалов]: Чкал. изд-во, 1952. — 28 с.; 22 см.
- Симагина, Вера Александровна. Роль эритроцитов в обмене воды / Диссертация доктора медицинских наук. — Чкалов: Чкал. изд-во, 1947.